# 24時間新聞

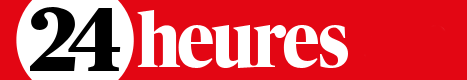

24時間新聞（フランス語：24 heures）はエディプレス社が発行するスイスのヴォー州の新聞紙。内容は一部同社のジュネーブ・トリビューン（Tribune de Genève）と同じである。2005年2月25日より地方版として以下の4つが発行されている。
- Riviera/Chablais
- Nord Vaudois/Broye
- Région La Côte
- Lausanne et région